# Nototriche purpurascens
Nototriche purpurascens är en malvaväxtart som beskrevs av Arthur William Hill. Nototriche purpurascens ingår i släktet Nototriche och familjen malvaväxter. Inga underarter finns listade i Catalogue of Life.